# Paepalanthus ocreatus
Paepalanthus ocreatus är en gräsväxtart som beskrevs av Silveira. Paepalanthus ocreatus ingår i släktet Paepalanthus och familjen Eriocaulaceae. Inga underarter finns listade i Catalogue of Life.